# Пацково (Могилёвская область)
Пацково (бел. Пацкава) — деревня в Мстиславском районе Могилёвской области Белоруссии. Входит в состав Подсолтовского сельсовета.

## География
Деревня находится в северо-восточной части Могилёвской области, в пределах Оршанско-Могилёвской равнины, на берегах реки Реместлянки, к востоку от железнодорожной линии Орша — Унеча Белорусской железной дороги, на расстоянии примерно 20 километров (по прямой) к западу-северо-западу (WNW) от Мстиславля, административного центра района. Абсолютная высота — 202 метра над уровнем моря.

## История
Упоминается в 1642 году как имение в составе Мстиславского воеводства Великого княжества Литовского. Действовали униатская церковь, костёл и католический монастырь.
Согласно «Списку населенных мест Могилёвской губернии» 1910 года издания имелось два населённых пункта: Большое Пацково и Малое Пацково. Оба входили в состав Пацковского сельского общества Шамовской волости Мстиславского уезда Могилёвской губернии. Совокупно в обеих деревнях имелось 77 дворов и проживало 457 человек (238 мужчин и 219 женщин).
До 2013 года Пацково входило в состав ныне упразднённого Раздельского сельсовета.

## Население
По данным переписи 2009 года, в деревне проживало 40 человек.